# Clerotilia
Clerotilia is een geslacht van kevers uit de familie bladkevers (Chrysomelidae).
De wetenschappelijke naam van het geslacht werd in 1885 gepubliceerd door Martin Jacoby.

## Soorten
- Clerotilia flavomarginata (Jacoby, 1885)
- Clerotilia sichuanica Lopatin, 2002
- Clerotilia sukarnoi (Mohamedsaid, 2001)
- Clerotilia terminata (Chen, 1942)
- Clerotilia unicolor (Samoderzhenkov, 1988)